# Ivan Trojan
Ivan Trojan (* 30. června 1964 Praha) je český divadelní, filmový, televizní a dabingový herec.

## Do roku 1989
V mládí se aktivně věnoval basketbalu, proto také studoval sportovní Gymnázium Nad Štolou v Praze 7 a chtěl pokračovat na FTVS UK. Ovšem nakonec místo sportovní kariéry zvolil po vzoru otce kariéru hereckou a vystudoval herectví na pražské DAMU. Studium ukončil v roce 1988. Ve stejném roce nastoupil na základní vojenskou službu do Armádního uměleckého souboru, odkud však byl převelen k jednotce v Humenném na východním Slovensku, protože podepsal petici za propuštění Václava Havla z vězení a následně i petici Několik vět a oba své podpisy odmítal odvolat. V Humenném působil jako zdravotník.
Po sametové revoluci se do AUSu vrátil a spolu s kolegy nacvičil pásmo s do té doby zakázanými autory (např. Karel Kryl) a také založil pobočku Občanského fóra.

## Rodina a příbuzenstvo
Pochází z herecké rodiny – jeho otcem byl herec Ladislav Trojan, jeho bratr Ondřej Trojan je filmový producent a režisér. S bývalou manželkou herečkou Klárou Pollertovou-Trojanovou (sestrou olympijského vítěze Lukáše Pollerta) mají čtyři syny – Františka (* 1999), Josefa (* 2001), Antonína (* 2009) a Václava (* 2012). Vzali se v roce 1992 a rozvedli se po 30 letech v roce 2022.

## Divadelní angažmá

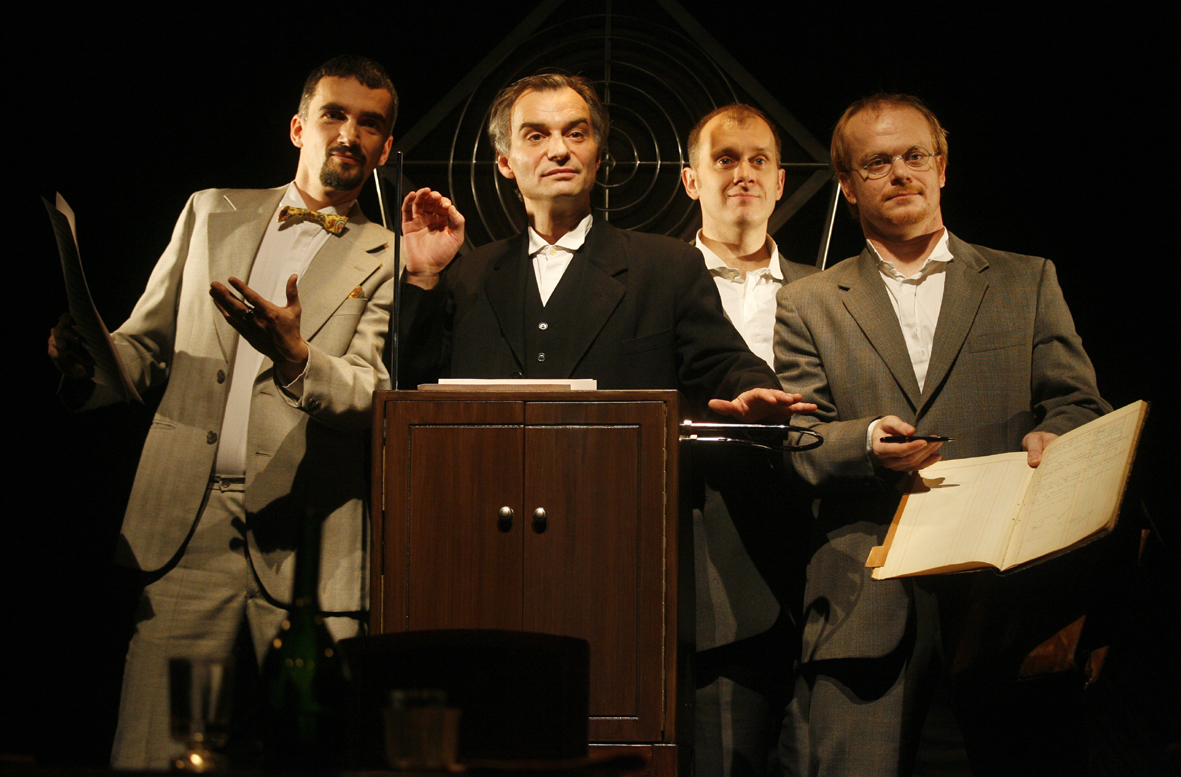
Ivan Trojan v titulní roli hry Petra Zelenky Teremin
zleva: Martin Myšička, Ivan Trojan, Jiří Bábek, David Novotný
Foto: Hynek Glos

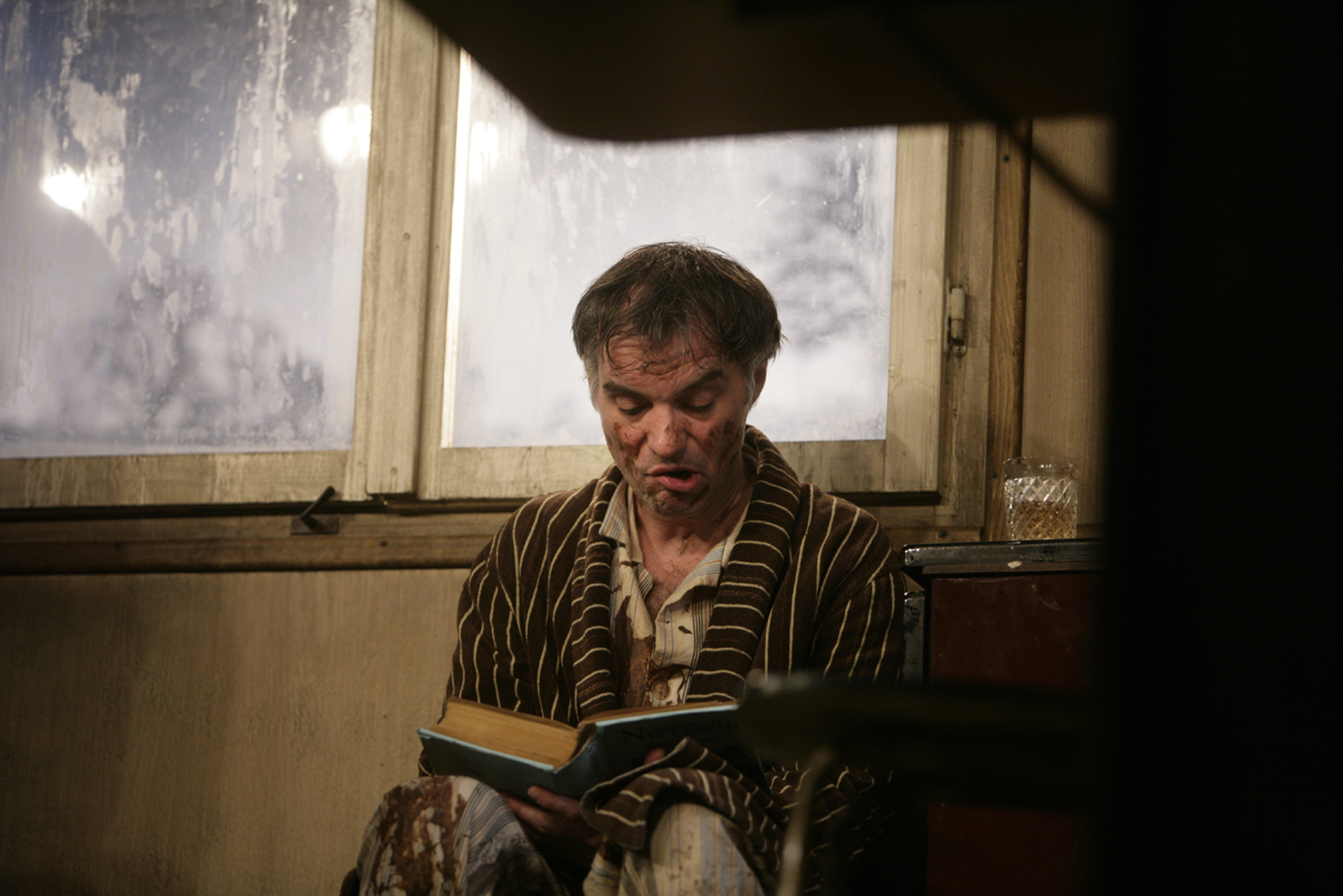
Irvine Welsh: Ucpanej systém, Ivan Trojan jako Bůh
Foto: Hynek Glos

V roce 1988 začínal v Realistickém divadle. V sezónách 1990–1997 hrál v Divadle na Vinohradech. Roku 1997 odešel do nově vznikajícího souboru Dejvického divadla, kde působí dodnes. V roce 1998 byl nominován za roli hejtmana v Revizorovi (režie Sergej Fedotov) na Cenu Thálie. Tuto cenu pak o dva roky později získal za titulní roli v adaptaci románu I. A. Gončarova Oblomov (režie Miroslav Krobot). Dalšími jeho výraznými rolemi v Dejvickém divadle byli Profesor Maillard ve hře Utišující metoda, Karamazov ve hře Bratři Karamazovi, Petr ve hře Příběhy obyčejného šílenství, Alexandr Veršinin ve hře Tři sestry, či Lev Sergejevič Těrmen ve hře Teremin.

## Divadelní role

### Dejvické divadlo
- 1997 Profesor Maillard – Edgar Allan Poe: Utišující metoda – nominace na Cenu Thálie
- 1998 Anton Antonovič Skvoznik-Dmuchanovskij, hejtman – Nikolaj Vasiljevič Gogol: Revizor,
- 1998 Clapcott – Howard Barker: Pazour,
- 1999 Indián – Gabriel García Márquez: Neuvěřitelný a tklivý příběh o bezelstné Eréndiře a její ukrutné babičce,
- 2000 Karamazov, Čert – Fjodor Michajlovič Dostojevskij, Evald Schorm: Bratři Karamazovi,
- 2000 Ilja Iljič Oblomov – Ivan Alexandrovič Gončarov: Oblomov – Cena Thálie, nominace na Cenu A. Radoka
- 2001 Petr – Petr Zelenka: Příběhy obyčejného šílenství,
- 2002 Alexandr Veršinin – Anton Pavlovič Čechov: Tři sestry,
- 2003 Theo – Melissa James Gibson: [sic],
- 2003 Stanley – Tennessee Williams: Tramvaj do stanice Touha,
- 2004 William – Karel František Tománek: KFT/sendviče reality®,
- 2005 Lev Sergejevič Teremin – Petr Zelenka: Teremin,
- 2007 Agent – Doyle Doubt: Černá díra,
- 2008 Ivan – Viliam Klimáček: Dračí doupě,
- 2009 Brooks – Joe Penhall: Krajina se zbraní,
- 2010 Podnikatel – Aki Kaurismäki: Muž bez minulosti,
- 2010 Ash – Patrick Marber: Dealer's Choice,
- 2012 Bůh – Irvine Welsh: Ucpanej systém – Cena A. Radoka
- 2013 Boris Trigorin – Anton Pavlovič Čechov: Racek
- 2016 Andrew Maxwell – Daniel Doubt: Vzkříšení[4]
- 2017 herec – Jiří Havelka a DD: Vražda krále Gonzaga[5]
- 2018 Václav Havel, DD: Zítra to spustíme aneb Kdo je tady gentleman[6]
- 2018 John C. Martin – Petr Zelenka: Elegance molekuly[7]
- 2022 Prefekt - Luigi Pirandello: Každý má svou pravdu,
- 2022 David - Petr Zelenka: Fifty, Cena divadelní kritiky[8]

### Další role
- 2024 Petr Zelenka: Žáby[9]

## Divadelní režie
- 2015 – David Doubt[p 1]: Zásek[10]
- 2021 – Daniel Majling: Vina?[11]

## Rozhlasové role
- 1995 – Píseň písní zvaná Šalamounova. Milostná poezie, která přežila tisíciletí, režie Josef Červinka.[12]
- 1995 – Jan Neruda Figurky, rozhlasová komedie na motivy stejnojmenné povídky ze sbírky Povídky malostranské, role doktora.[13]
- 1996 – Zdeňka Psůtková: Noc v Čechách, epizoda ze života spisovatelky madame de Staël,  režie Markéta Jahodová, Český rozhlas 1996.[14]
- 1997 – Walter Scott: Rytíř Ivanhoe, zpracováno v Českém rozhlasu jako čtyřdílná dramatizace na motivy románu Waltra Scotta, režie Karel Weinlich.[15]
- 2001 – Joseph Sheridan Le Fanu: Ten, který tě nespouští z očí, režie Hana Kofránková, role Patrika, právníka a potomka O´Gradyho .[16]
- 2004 – August Strindberg: Slečna Julie, příběh podivné lásky, režie Lída Engelová, role sluhy, Český rozhlas 2004.[17]
- 2010 David Eldridge: Fotograf, režie Aleš Vrzák, role Neila.[18]
- 2011 – Martin Františák: Dva chlapi za město, hra o přátelství i zradě, režie Hana Kofránková, role Jana.[19]
- 2013 – Václav Havel: Vyrozumění, režie Lukáš Hlavica, role Baláše.[20]
- 2015 – Tankred Dorst: Fernando Krapp mi napsal dopis, podle povídky Miguela de Unamuna za autorské spolupráce Ursuly Ehlerové, režie Petr Mančal, role Krappa. Premiéra 19. prosince 2015.
- 2020 – Alois Jirásek: Lucerna, režie Lukáš Hlavica, role vrchního.[21]

## Televizní role
- Čert a Káča (1970)
- Bylo nás šest (seriál, 1985)
- O štěstí a kráse (1985)
- Naděje má hluboké dno (1988)
- Putování po Blažených ostrovech (1988)
- Dobrodružství kriminalistiky (seriál, 1989)
- O čarovné Laskonce (1989)
- O dvou sestrách a Noční květině (1992)
- Kryštof a Kristina (1993)
- Laskavý divák promine (seriál, 1994)
- Poprask na laguně (1996)
- Četnické humoresky (seriál, 2000)
- Můj otec a ostatní muži (2003)
- Anděl Páně (film) (2005)
- Krásný čas (2006)
- Operace Silver A (2007)
- BrainStorm (2008)
- Ďáblova lest (2009)
- Dívka a kouzelník (2009)
- Šejdrem (2009)
- Okresní přebor (seriál, 2010)
- Jseš mrtvej, tak nebreč (2011)
- Ztracená brána (2012)
- Hořící keř (minisérie, 2012)
- České století (2013) – František Moravec
- Čtvrtá hvězda (seriál, 2014) – František
- Osmy (2014)
- Vraždy v kruhu (seriál, 2015) – major Marián Holina
- Anděl Páně 2
- Svět pod hlavou (seriál, 2017) – Martin Plachý
- Bourák (film, 2020) – Bourák
- Podezření (minisérie, 2022) – MUDr. Dalibor Vaculík
- Docent (minisérie, 2023) – Doc. Stehlík

Z Trojanových televizních rolí si divácký ohlas získala postava strážmistra Bedřicha Jarého v seriálu Četnické humoresky režiséra Antonína Moskalyka, který již předtím obsadil Ivana Trojana do menší role v seriálu Dobrodružství kriminalistiky.

## Filmové role
První jeho výraznou filmovou rolí byla postava neurotického doktora Ondřeje ve filmu Samotáři režiséra Davida Ondříčka. Díky ní získal popularitu a také byl nominován na Českého lva za nejlepší mužský herecký výkon v hlavní roli. Tuto cenu však získal až v roce 2002, a to za roli jednoho z rodičů ve filmu Smradi. V témže roce byl oceněn Českým lvem také za nejlepší mužský herecký výkon ve vedlejší roli ve filmu Musím tě svést. O rok později si tento úspěch zopakoval za roli Zdeňka ve filmu Jedna ruka netleská režiséra Davida Ondříčka. Jeho filmovou choť hrála jeho skutečná manželka Klára a Trojan se podílel i na scénáři. Zahrál si i pod režisérským vedením bratra Ondřeje Trojana ve filmu Želary, který byl nominován na Oscara. Zajímavou postavou se stala postava Petra ve filmu Příběhy obyčejného šílenství, jenž vznikl na motivy stejnojmenné divadelní hry režiséra Petra Zelenky. Je držitelem ceny TýTý za rok 2007 v kategorii nejlepší herec.

### Filmografie
- 2000 – Samotáři – Ondřej
- 2002 – Musím tě svést – Karel
- 2002 – Smradi – Marek Šír, otec
- 2003 – Mazaný Filip – maskér
- 2003 – Jedna ruka netleská – Zdeněk
- 2003 – Želary – Richard
- 2005 – Anděl Páně – anděl Petronel
- 2005 – Příběhy obyčejného šílenství – Petr Hanek
- 2007 – Medvídek – Ivan
- 2007 – Václav – Václav
- 2008 – Karamazovi – starý Karamazov
- 2009 – Suplent – Oskar/Frederik
- 2011 – Alois Nebel – ředitel ČSD
- 2011 – Viditeľný svet – Oliver
- 2012 – Ve stínu – Hakl
- 2012 – Vrásky z lásky – Jan
- 2012 – Šťastný smolař – Kdokoliv
- 2014 – Díra u Hanušovic – starosta
- 2014 – Osmy – Richard
- 2015 – Svatojánský věneček – Pastelíno
- 2016 – Anděl Páně 2 – anděl Petronel
- 2020 – Šarlatán – Jan Mikolášek

## Dabing
Trojanův hlas zazněl také v rozhlasových hrách a dabovaných filmech či seriálech. Byly to kupříkladu:
- Návrat do budoucnosti II (1989)
- Tajný císařský edikt (1989)
- seriál 24, kde namluvil postavu agenta Jacka Bauera v podání Kiefera Sutherlanda
- seriál Ally McBealová
- Hledá se Nemo – Marlin (2003)
- Hledá se Dory – Marlin (2016)

## Ocenění
- 2000 – Cena Thálie v kategorii činohra za roli Oblomova ve stejnojmenné hře Ivana Alexandroviče Gončarova, Dejvické divadlo
- 2012 – Cena Alfréda Radoka za nejlepší mužský herecký výkon – role Boha v inscenaci Ucpanej systém, Dejvické divadlo (Hra obdržela cenu i v kategorii „Inscenace roku 2012“ a Dejvické divadlo se stalo „Divadlem roku“)
- 2013 – Zlatá nymfa pro herce ve vedlejší v roli v minisérii na 53. ročníku Mezinárodního televizního festivalu v Monte Carlu (Monte-Carlo Television Festival) za herecký výkon v roli roli majora Jireše v třídílném dramatu Hořící keř.[25][26]
- 2016 – Cena Divadelních novin za herecký výkon sezony bez ohledu na žánry za roli Andrewa Maxwella v inscenaci Vzkříšení[27]
- 2023 – Výroční cena Asociace českých filmových klubů na 49. ročníku Letní filmové školy v Uherském Hradišti[28]
- 2024 – Cena prezidenta karlovarského festivalu za mimořádný přínos české kinematografii.[29]
- 2024 – Stříbrná medaile předsedy Senátu[30]
- 2024 –  Medaile Za zásluhy I. stupně[31]

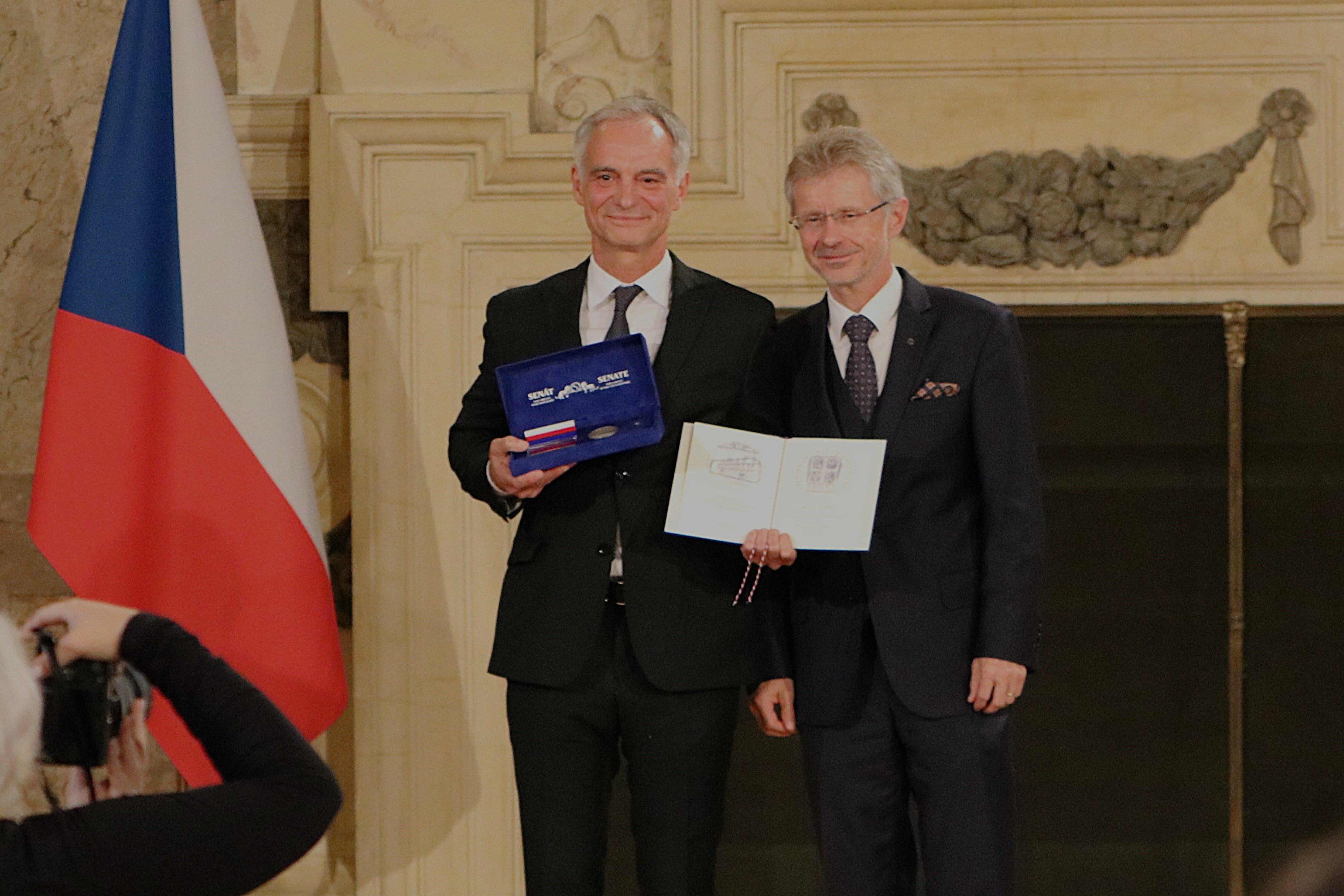
Ivan Trojan převzal stříbrnou medaili předsedy Senátu 2024.

### Český lev
- 2000 – Samotáři – nominace v kategorii nejlepší mužský herecký výkon v hlavní roli
- 2002 – Musím tě svést – vítěz kategorie nejlepší mužský herecký výkon ve vedlejší roli
- 2002 – Smradi – vítěz kategorie nejlepší mužský herecký výkon v hlavní roli
- 2003 – Jedna ruka netleská – vítěz kategorie nejlepší mužský herecký výkon ve vedlejší roli
- 2005 – Příběhy obyčejného šílenství – nominace v kategorii nejlepší mužský herecký výkon v hlavní roli
- 2007 – Václav – vítěz kategorie nejlepší mužský herecký výkon v hlavní roli
- 2008 – Karamazovi – nominace na kategorii nejlepší mužský herecký výkon v hlavní roli
- 2012 – Ve stínu – vítěz kategorie nejlepší mužský herecký výkon v hlavní roli
- 2013 – Hořící keř – nominace v kategorii nejlepší mužský herecký výkon ve vedlejší roli
- 2014 – Díra u Hanušovic – vítěz kategorie nejlepší mužský herecký výkon v hlavní roli
- 2021 – Šarlatán – vítěz kategorie nejlepší mužský herecký výkon v hlavní roli

## Sport

### Fotbal
V roce 2009 byl zapsán na soupisku týmu Bohemians 1905 a nastoupil v závěru posledního utkání 2. fotbalové ligy za tento tým proti FK Ústí nad Labem. Trojan byl kmenovým hráčem týmu PFK Union Strašnice, kde hrál za „B tým“ II. třídu, a tak ho vedení Bohemians získalo na půlroční hostování. Ivan Trojan v domácím zápase před sedmi tisíci diváky nastoupil na posledních sedm minut, ale prohře 0:1 nezabránil. Za každou minutu věnoval klub Bohemians 1905 částku 5000 korun Klubu nemocných cystickou fibrózou (celkem tedy 35 000 korun). Mimo to se také zúčastňoval charitativních zápasů mužstva Real TOP Praha, kde kromě něj hráli i herci Ondřej Vetchý či David Suchařípa.

### Basketbal
V závěru roku 2023 nastoupil v rámci 18. kola k utkání basketbalové Kooperativa NBL ligy za mistrovský tým BK Opava. V utkání proti nováčkovi z Písku odehrál přes minutu a půl a proměnil 4 trestné hody (ze 6), a tím přispěl k výhře domácích 105:94. Ivan Trojan dostal možnost si zahrát jako dárek k šedesátinám od svého kamaráda, trenéra týmu Opavy Petra Czudka. Utkání v Opavě bylo vyprodané a výtěžek ze vstupného ve výši přes 85 000 korun putoval na konto Klubu cystické fibrózy, jejímž je Ivan Trojan patronem.

## Zajímavosti
- Ivan Trojan je propagátorem netradičního sportu nazvaného woodkopf[35]